# Самартини (Болоња)
Самартини (итал. Sammartini) је насеље у Италији у округу Болоња, региону Емилија-Ромања.
Према процени из 2011. у насељу је живело 50 становника. Насеље се налази на надморској висини од 16 м.